# Blauwe bliksem
Blauwe bliksem is een variant op hete bliksem (stamppot appel). Bij blauwe bliksem zijn de appels echter vervangen door peren. 
De naam blauwe bliksem wordt ook gebruikt als benaming van een meelbrij.
Ingrediënten van de stamppotperenvariant zijn stoofperen (soms handperen), aardappelen, peper en zout (soms azijn, boter,  kaneel of citroenschil) hetgeen tot een stamppot verwerkt wordt. Hierbij eet men doorgaans worst (bloedworst, rookworst of saucijs) of spek(jes), die eventueel te vervangen zijn door vegetarische varianten zoals gerookte tofoe.
Bij de meelbrijvariant is boekweit of gort het hoofdingrediënt. De boekweit of gort wordt in water tot pap gekookt en met stroop en/of rozijnen gegeten. De boekweitvariant zou samen met stroop een blauwe kleur krijgen.